# Australosymmerus tillyardi
Australosymmerus tillyardi är en tvåvingeart som först beskrevs av Tonnoir 1927.  Australosymmerus tillyardi ingår i släktet Australosymmerus och familjen hårvingsmyggor. Inga underarter finns listade i Catalogue of Life.